# 韦罗特
韦罗特是德国莱茵兰-普法尔茨州的一个市镇。总面积2.52平方公里，总人口597人，其中男性301人，女性296人（2011年12月31日），人口密度237人/平方公里。